# Pinched
Pinched è un cortometraggio muto del 1917 diretto da Gilbert Pratt (al suo esordio come regista) e da Harold Lloyd che ne è anche interprete principale. Il film, prodotto da Hal Roach, è una delle prime comiche nelle quali Lloyd interpreta il personaggio del giovanotto dai grossi occhiali, caratteristica che sarebbe diventata il tratto distintivo dei suoi ruoli cinematografici.

## Produzione
Il film fu prodotto dalla Rolin Films.

## Distribuzione
Distribuito dalla Pathé Exchange, uscì nelle sale cinematografiche USA il 23 settembre 1917. La Pathé Frères lo distribuì in Francia con il titolo Lui... et les policemen il 20 dicembre 1918.
Copia della pellicola viene conservata negli archivi del Museum of Modern Art di New York.